# Aleksandr Aronovič Pečerskij
Aleksandr Aronovič Pečerskij (Kremenčuk, 22 febbraio 1909 – Rostov sul Don, 19 gennaio 1990) è stato un militare sovietico.
Prigioniero di guerra come ufficiale sovietico dell'Armata Rossa, nel 1943 organizzò e si mise a capo della rivolta dei prigionieri del campo di sterminio di Sobibór.

## Biografia
Figlio di un avvocato ebreo, nacque il 22 febbraio 1909 a Kremenčuk, nel Governatorato di Poltava dell'Impero russo (oggi in Ucraina). Nel 1915, la sua famiglia si trasferì a Rostov sul Don, dove lavorò come elettricista in un'officina per la riparazione delle locomotive. Dopo il diploma universitario in musica e lettere, diventò dapprima contabile e poi direttore di una piccola scuola per musicisti dilettanti. Nel 1936 divenne ispettore del dipartimento economico presso l'Istituto di finanza ed economia di Rostov.
Entrò a far parte, come ufficiale, dell'Armata Rossa nel giugno del 1941, dopo l'invasione dell'URSS da parte della Germania nazista.
Fatto prigioniero dai tedeschi nell'ottobre del 1941, tentò di evadere; riconosciuto come ebreo fu trasferito ad un campo di lavoro forzato a Minsk in Bielorussia e successivamente, il 22 settembre 1943, nel campo di concentramento di Sobibór, assieme ad altri prigionieri di guerra sovietici di etnia ebraica dei quali soltanto poche decine furono lasciati in vita per essere utilizzati nei lavori forzati.
Il 5 luglio 1943 infatti Himmler aveva deciso di trasformare Sobibór in un campo per prigionieri aggiungendovi un nuovo blocco di baracche e un arsenale con le armi catturate all'esercito sovietico. Per maggiore sicurezza il campo venne circondato da un campo minato.
Pečerskij durante la prigionia aveva conosciuto una prigioniera di guerra ucraina che, divenuta una SS guardiana del lager, lo informò della rivolta avvenuta a Treblinka nell'agosto del 1943 e gli riferì che a Sobibór giravano voci di una prossima eliminazione di massa degli ebrei del campo. Ai sopravvissuti sarebbe stato affidato il compito di selezionare i beni dei deportati soppressi e quindi, essendo loro stessi scomodi testimoni, esaurito il loro lavoro, avrebbero fatto la stessa fine.
Nel campo frattanto si stava organizzando un gruppo di resistenti che, sotto la guida di Leon Feldhendler, che era stato capo del Consiglio Ebraico della città polacca di Żółkiewka, stavano progettando una rivolta per tentare di fuggire. I rivoltosi trovarono in Pečerskij l'uomo più adatto a guidarli per la sua esperienza e capacità di comandante militare.

## La rivolta

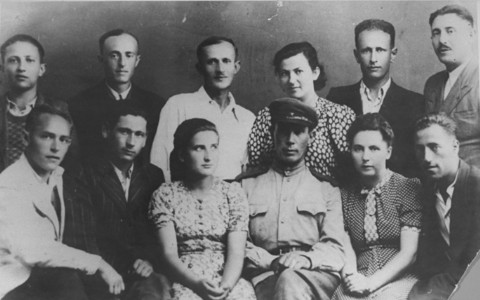
Ritratto di sopravvissuti della rivolta di Sobibór con Feldhendler in alto a destra e Pečerskij terzo da sinistra.

Il piano per la rivolta prevedeva di attirare singolarmente in un luogo isolato gli ufficiali delle SS e ucciderli. In seguito si sarebbe assaltato l'arsenale del campo e, dopo essersi impossessati delle armi, fuggire dall'entrata principale, l'unica accessibile poiché il resto del terreno circostante il lager era minato.
Il 14 ottobre 1943 iniziò la rivolta di Sobibór. Undici ufficiali delle SS vennero uccisi, tuttavia la scoperta del cadavere di uno di essi mise in allerta le guardie del campo. Pečerskij diede allora l'ordine di aprire una breccia nei reticolati e di tentare la fuga attraverso il campo minato. Sotto il fuoco delle mitragliatrici delle torrette di guardia i primi prigionieri corsero fuori verso i boschi circostanti saltando sulle mine ma aprendo così la strada agli altri che li seguivano.
Dei seicento detenuti in fuga circa la metà riuscirono a evadere, ma 70 furono uccisi mentre fuggivano. Dei sopravvissuti, circa 170 furono nuovamente catturati dalle SS nei dintorni del lager e uccisi nei giorni seguenti assieme ad altri prigionieri che non avevano partecipato all'evasione. Alla fine della guerra erano rimasti in vita circa 50 o 60 fuggiaschi.
La rivolta di Sobibór fu considerata uno smacco per le SS, per cui alla fine del 1943 si decise di eliminare il campo e ogni sua traccia spianando completamente il terreno su cui sorgeva. Al posto del lager vennero piantati alberi e costruita una fattoria abitata da una guardia ucraina con le finte funzioni di contadino.

### Dopo la fuga
Pečerskij fu tra quelli che riuscirono a salvarsi, e continuò a combattere contro i tedeschi aggregandosi ad una unità di partigiani sovietici e partecipando ad azioni di guerriglia, sino a quando non ricevette una grave ferita ad una gamba che lo costrinse a ritirarsi.
Finita la guerra, nel 1949 gli venne assegnata la Medaglia per merito in battaglia. Tornato alla vita civile in patria, fu coinvolto nella cosiddetta "Lotta contro il cosmopolitismo", una campagna politica condotta contro presunte tendenze scettiche e filo-occidentali dell'intellighenzia sovietica che coinvolse, in particolare, gli ebrei sovietici portando alla loro destituzione da incarichi e posizioni nell'amministrazione pubblica e, in alcuni casi, all'arresto. Pečerskij fu licenziato dal teatro dove lavorava come amministratore e, non riuscendo a trovare un altro impiego, visse per cinque anni grazie al sostegno della moglie. Alla morte di Stalin, nel 1954, fu però riabilitato.
Nel 1963 fu testimone dell'accusa al processo contro undici guardie del campo di Sobibór.
Il grande pubblico cominciò a conoscere gli avvenimenti di Sobibór anche grazie al film, prodotto dalla televisione inglese, Fuga da Sobibor (1987) del regista Jack Gold per cui Rutger Hauer ha ricevuto un Golden Globe come miglior attore protagonista per la sua rappresentazione di Pečerskij. Questi non partecipò alla prima del film: la vedova successivamente dichiarò che il governo sovietico gli aveva negato l'autorizzazione per recarsi negli Stati Uniti.
Un documentario sulla fuga intitolato Sobibor, 14 Octobre 1943, 16 heures fu girato dal regista francese Claude Lanzmann nel 2001. Dal 2007 è ricordato in una piccola targa posta su un muro della casa dove visse, inoltre una strada a Safed, in Israele, porta il suo nome.
Nel 2016 fu premiato da Vladimir Putin con l'Ordine del Coraggio. La decorazione postuma gli venne assegnata per aver organizzato la rivolta nel campo di concentramento di Sobibór. La medaglia fu consegnata alla nipote, Natal’e Ladyčenko.
Nel film Sobibor, la grande fuga, del 2018, il suo ruolo fu interpretato dallo stesso autore del film, Konstantin Jur'evič Chabenskij.